# Katastrofa lotu Agni Air CHT
Katastrofa lotu Agni Air AG-CHT do której doszło 14 maja 2012 roku w nepalskiej miejscowości Jomsom. W katastrofie śmierć poniosło 15 osób, 6 ocalało.

## Samolot
Katastrofie uległ lekki samolot pasażerski Dornier Do 228-212 produkcji niemieckiej, noszący fabryczny numer seryjny 9N-AIG. Samolot mógł zabierać na pokład do 19 pasażerów.

## Załoga i pasażerowie
Na pokładzie samolotu znajdowało się 21 osób – 18 pasażerów i 3 członków załogi. Wszyscy pasażerowie byli cudzoziemcami. Feralnego dnia lot nr AG-CHT obsługiwała trzyosobowa załoga. Kapitanem samolotu był Prabhu Sharan Pathak, a drugim pilotem był S.D. Maharjan. Jedyną stewardesą na pokładzie była Roshani Haiju, która przeżyła katastrofę.

## Katastrofa
Samolot wystartował z portu lotniczego Pokhara w kierunku Jomsom. Przed lądowaniem na lotnisku Jomson, po wysunięciu podwozia załoga zauważyła usterkę techniczną. Na krótkiej prostej kapitan zdecydował się na wykonanie procedury odejścia i powrót do Pokhary. Biorąc ostry skręt w lewo nie uwzględnił promienia skrętu i wznoszącego się terenu. Lewe skrzydło samolotu uderzyło w skałę, samolot rozbił się o 9:45 czasu lokalnego. Decyzja o rozpoczęciu skrętu w lewo na tym etapie lotu była sprzeczna ze wszystkimi opublikowanymi procedurami.

## Ofiary katastrofy
| Kraj  | Pasażerowie | Załoga | Razem | Ofiary śmiertelne | Ocaleni |
| ----- | ----------- | ------ | ----- | ----------------- | ------- |
| Indie | 16          | -      | 16    | 13                | 3       |
| Nepal | -           | 3      | 3     | 2                 | 1       |
| Dania | 2           | -      | 2     | -                 | 2       |
| Razem | 18          | 3      | 21    | 15                | 6       |

- Źródło:[5].